# Діалоги (фільм)
«Діалоги» — російський художній фільм-альманах 2013 року.

## Зміст
П'ять спроб сказати найважливіше, через німоту і страх бути незрозумілим. П'ять кроків до себе, крізь відображення в найближчих людях. П'ять вдихів, щоб йти далі, долаючи порожнечу і страх смерті, в пошуках і здобутті любові. Різні герої проходять цей шлях з одним лише бажанням бути почутими та прийнятими такими, які вони є. Але чи можливо це?